# Kedington
Kedington är en by och en civil parish i distriktet West Suffolk i Suffolk i England. Orten har 1 815 invånare (2001). Den har en kyrka helgad år Petrus och Paulus, St Peter and St Paul.